# Fairford Leys
Fairford Leys es un desarrollo urbanístico en la ciudad de Aylesbury, condado de Buckinghamshire, en el Reino Unido, diseñada al estilo de una villa urbana, con un diseño de calles y manzanas que la hace más amigable para peatones y ciclistas. Los tres principales promotores de este desarrollo estaban sujetos a un código de diseño, a fin de garantizar la cohesión arquitectónica, lo cual figura en los contratos contenidos en las propias escrituras de propiedad de cada inmueble.

## Concepto
Fairford Leys es un desarrollo urbanístico de uso mixto, el cual consta de 1900 viviendas, todas ellas localizadas en el extremo occidental de Aylesbury, Buckinghamshire, ciudad de Inglaterra. El proyecto tiene una plaza de pueblo que alberga varias tiendas de fachadas tradicionales, una peluquería galardonada, un supermercado, tres restaurantes, una oficina de correos, una popular guardería familiar, una iglesia ecuménica y un centro comunitario. También cuenta con un gimnasio privado dotado de piscina, inaugurado en octubre de 2003. Fairford Leys pertenece a la parroquia civil de Coldharbour, en el distrito de Aylesbury Vale. La parte norte alberga una moderna zona industrial.
Fairford Leys es un desarrollo de uso mixto que sigue los principios de una villa o aldea urbana, un concepto de planificación urbana que se originó en el Reino Unido a finales de la década de 1990, muy influenciado por el nuevo urbanismo y los ideales de la ciudad jardín. El concepto tiene como objetivo crear comunidades transitables a pie o en bicicleta, habitables, que fomenten la interacción social y un sentido de pertenencia. Fairford Leys fue uno de los primeros ejemplos de un desarrollo que utilizó un código de diseño, un conjunto de pautas de diseño que regulan la apariencia y la calidad de los edificios y espacios dentro del desarrollo. El código fue defendido por John Prescott, y el gobierno laborista de la época, que quería promover el desarrollo de aldeas urbanas como una alternativa a la expansión urbana. El código de diseño estableció reglas durante y después de la fase de construcción, para garantizar que todos los desarrolladores individuales construyeran con los mismos detalles de diseño y crearan cohesión en la apariencia del desarrollo en su conjunto. La organización sin ánimos de lucro Ernest Cook Trust, propietaria del terreno donde se construyó Fairford Leys, fue la fuerza impulsora detrás de este proyecto, la cual quería crear un modelo de desarrollo sostenible.
La arquitectura refleja los estilos de vivienda tradicionales de Aylesbury e incorpora elementos victorianos como farolas y barandillas. El centro de Fairford Leys está rodeado por una "muralla", que consta de casas adosadas de tres y cuatro plantas que forman una fachada continua a lo largo de las calles. La entrada principal al centro está marcada por dos torres que se asemejan a las torres de entrada medievales. Esta característica de diseño se inspiró en las murallas de ciudades medievales como las de York, y fue sugerida por John Simpson, el planificador maestro de Fairford Leys.
Los desarrollos en Fairford Leys están regulados por un código de pautas de dieciséis páginas, que son un resumen de algunos de los aspectos más importantes del Código de Diseño original. Dichas pautas gobiernan la apariencia y los materiales utilizados en varios aspectos de la construcción, incluidos los materiales del techo, las chimeneas, los materiales de las ventanas, las cercas fronterizas y las plantas, y los colores de las puertas de entrada.
El centro tiene una mayor densidad de viviendas, con propiedades independientes más grandes en el borde de la urbanización. El diseño también incluyó áreas de juego, espacios abiertos, campos de juego y un campo de golf. Desde entonces, el campo de golf ha sido cerrado y vallado debido a la construcción del tren de alta velocidad en el área (HS2).

## Instalaciones
Fairford Leys tiene su propio consejo parroquial (Coldharbour Parish), un salón de belleza, una escuela primaria, un consultorio de médicos cabecera y una farmacia vecina, un consultorio veterinario, un Instituto de la Mujer, una iglesia ecuménica y un centro comunitario, conocido como Centro Fairford Leys, que alberga una amplia variedad de eventos y actividades, que incluyen clases de baile, bádminton, kárate, fiestas infantiles, recepciones de bodas, actividades corporativas y reuniones del consejo. El centro principal se inauguró oficialmente en noviembre de 2004.

## Educación
La escuela St Mary's Church of England es una escuela primaria mixta, gestionada por voluntarios, que cuenta con alrededor de 320 alumnos de edades comprendidas entre los cuatro y los once años. La escuela fue construido específicamente para Fairford Leys, pero la autoridad educativa en ese momento, el Consejo del Condado de Buckinghamshire, subestimó la cantidad de niños que vivirían dentro del área de influencia. En consecuencia, a menudo hay un número de niños que viven en Fairford Leys y que no pueden conseguir allí una plaza.

## Transporte
Fairford Leys cuenta con un popular servicio de autobús, el "Silver Rider", el cual comenzó a operar en 2004, y va directamente hasta el centro de la ciudad de Aylesbury, en un trayecto de unos 15 minutos, diseñado para funcionar en horarios que se coordinen con los horarios de los trenes que conectan a Aylesbury con Londres.